# Tōru
Tōru (jap. とおる, トオル) – męskie imię japońskie.

## Możliwa pisownia
Tōru można zapisać używając wielu różnych znaków kanji i może znaczyć m.in.:
- 徹, „przenikać”[1] (występuje też inna wymowa tego imienia: Tetsu)
- 亨, „otrzymać coś (zwłaszcza z nieba)”
- 透, „przejrzysty”
- 央, „środek”
- 通

## Znane osoby
- Tōru Doi (亨), japoński polityk
- Tōru Fujisawa (とおる), japoński mangaka
- Tōru Fukuyama (透), japoński chemik, profesor Uniwersytetu Tokijskiego
- Tōru Furuya (徹), japoński narrator i seiyū
- Tōru Hashimoto (徹), japoński prawnik, 52. gubernator prefektury Osaka
- Tōru Hidaka (央), członek japońskiego zespołu Beat Crusaders
- Tōru Iwatani (徹), japoński producent i projektant gier komputerowych
- Tōru Kamikawa (徹), japoński sędzia piłkarski
- Tōru Kawauchi (亨), perkusista japońskiego zespołu 12012
- Tōru Kitamura (徹), japoński kolarz torowy
- Tōru Kobayashi (徹), japoński astronom
- Tōru Ōhira (透), japoński narrator i seiyū
- Tōru Ōkawa (透), japoński seiyū
- Tōru Sano (達), japoński piłkarz
- Tōru Shinohara (とおる), japoński mangaka
- Tōru Takahashi (徹), japoński kierowca wyścigowy
- Tōru Takemitsu (徹), jeden z najbardziej znaczących kompozytorów japońskich
- Toru Tezuka, japoński karateka stylu kyokushin, inżynier i przemysłowiec
- Tōru Toida (徹), japoński polityk
- Tōru Ukawa (徹), japoński motocyklista
- Tōru Yamashita (亨), japoński aktor, gitarzysta zespołu ONE OK ROCK

## Fikcyjne postacie
- Tōru Kazama (トオル), bohater mangi i anime Shin-chan
- Tōru Kōno (亨), bohater mangi i anime Princess Princess
- Tōru Mutō (徹), bohater light novel, mangi i anime Shiki
- Tōru Narita (徹), bohater mangi Hot Gimmick
- Tōru Oikawa (徹), bohater mangi i anime Haikyū!!
- Tōru Suetsugu (トオル), bohater mangi i anime Initial D
- Tōru Watanabe (通), bohater mangi i anime Excel Saga